# Campeonato Mundial de Esgrima de 2008
O Campeonato Mundial de Esgrima de 2008 foi a 70ª edição do torneio organizado pela Federação Internacional de Esgrima (FIE) entre 18 de abril a 20 de abril de 2008. O evento foi realizado em Pequim, China, reunindo apenas eventos não olímpicos. 

## Resultados
Os resultados foram os seguintes. 
Masculino
| Evento             | Ouro                                                                         | ' Prata                                                      | Bronze                                                                       |
| Florete por equipe | Itália · Andrea Baldini · Andrea Cassarà · Stefano Barrera · Salvatore Sanzo | Alemanha · Peter Joppich · Benjamin Kleibrink · Dominik Behr | Polónia · Michał Majewski · Radosław Glonek · Marcin Zawada · Sławomir Mocek |

Feminino
| Evento            | Ouro                                                                             | ' Prata                                                 | Bronze                                                                             |
| Espada por equipe | França · Laura Flessel · Hajnalka Kiraly-Picot · Maureen Nisima · Sarah Daninthe | China · Li Na · Luo Xiaojuan · Zhang Li · Zhong Weiping | Alemanha · Imke Duplitzer · Britta Heidemann · Marijana Markovic · Monika Sozanska |

## Quadro de medalhas
País sede
| Ordem | País     | Medalha de ouro | Medalha de prata | Medalha de bronze |   |
| ----- | -------- | --------------- | ---------------- | ----------------- | - |
| 1     | França   | 1               |                  |                   | 1 |
|       | Itália   | 1               |                  |                   | 1 |
| 3     | Alemanha |                 | 1                | 1                 | 2 |
| 4     | China    |                 | 1                |                   | 1 |
| 5     | Polónia  |                 |                  | 1                 | 1 |
| TOTAL | TOTAL    | 2               | 2                | 2                 | 6 |